# Bàsquet als Jocs Olímpics d'estiu de 1996
Als Jocs Olímpics d'Estiu de 1996 celebrats a la ciutat d'Atlanta (Estats Units d'Amèrica) es disputaren dues competicions de bàsquet, una en categoria masculina i una altra en categoria femenina. La competició se celebrà entre els dies 20 de juliol i 4 d'agost de 1996 al Georgia Dome.

## Comitès participants
Hi participaren un total de 284 jugadors, entre ells 141 homes i 143 dones, de 19 comitès nacionals diferents:
| Categoria masculina - Angola - Argentina - Austràlia - Brasil - Corea del Sud - Croàcia - Estats Units - Grècia - RF Iugoslàvia - Lituània - Puerto Rico - R.P. de la Xina | Categoria femenina - Austràlia - Brasil - Canadà - Corea del Sud - Cuba - Estats Units - Japó - Itàlia - República del Congo - Rússia - Ucraïna - R.P. de la Xina |

## Resum de medalles
| Prova                   | Or | Argent | Bronze |
| Bàsquet masculí Detalls | Estats UnitsCharles Barkley · Anfernee Hardaway · Grant Hill · Hakeem Olajuwon · Karl Malone · Reggie Miller · Shaquille O'Neal · Gary Payton · Scottie Pippen · Mitch Richmond · David Robinson · John Stockton | RF IugoslàviaDejan Tomašević · Miroslav Berić · Dejan Bodiroga · Željko Rebrača · Predrag Danilović · Vlade Divac · Aleksandar Đorđević · Saša Obradović · Žarko Paspalj · Zoran Savić · Nikola Lončar · Milenko Topić ·               | LituàniaArvydas Sabonis · Rimas Kurtinaitis · Darius Lukminas · Saulius Štombergas · Eurelijus Žukauskas · Šarūnas Marčiulionis · Mindaugas Žukauskas · Gintaras Einikis · Andrius Jurkūnas · Artūras Karnišovas · Rytis Vaišvila · Tomas Pačėsas |
| Bàsquet femení Detalls  | Estats UnitsTeresa Edwards · Dawn Staley · Ruthie Bolton · Sheryl Swoopes · Jennifer Azzi · Lisa Leslie · Carla McGhee · Katy Steding · Katrina Felicia McClain · Rebecca Lobo · Venus Lacy · Nikki McCray       | BrasilHortência Marcari Oliva · Maria Angelica · Adriana Aparecida Santos · Leila Sobral · Maria Paula Silva · Janeth Arcain · Roseli Gustavo · Marta Sobral · Silvinha · Alessandra Oliveira · Cintia Santos · Claudia Maria Pastor · | AustràliaRobyn Maher · Allison Cook · Sandy Brondello · Michele Timms · Shelley Sandie · Trisha Fallon · Michelle Chandler · Fiona Robinson · Carla Boyd · Jenny Whittle · Rachael Sporn · Michelle Brogan                                        |

## Medaller
| Posició | País          | Or | Argent | Bronze | Total |
| 1       | Estats Units  | 2  | 0      | 0      | 2     |
| 2       | Brasil        | 0  | 1      | 0      | 1     |
| 2       | RF Iugoslàvia | 0  | 1      | 0      | 1     |
| 4       | Austràlia     | 0  | 0      | 1      | 1     |
| 4       | Lituània      | 0  | 0      | 1      | 1     |